# La Chambre bleue (roman de Simenon)
Pour les articles homonymes, voir La Chambre bleue.
La Chambre bleue est un roman psychologique de Georges Simenon paru le 25 janvier 1964 aux éditions des Presses de la Cité. Il fait partie de la série des « romans durs ».

## Historique
Ce roman, dont le titre initial était Les Amants frénétiques, a été écrit très rapidement par Georges Simenon entre avril et mai 1967 à Échandens en Suisse pour sa première version. Il fut achevé le 5 juin de la même année. Il est dans la lignée des Complices (1956). Il paraît fin janvier 1964 aux Presses de la Cité.

## Résumé
Incarcéré et interrogé par le juge Diem, Antoine dit « Tony » Falcone fait, au fur et à mesure qu'il répond de manière apathique aux questions de la justice, une analyse calme et rétrospective sur sa courte liaison adultère avec Andrée Despierre, une camarade d'école que le hasard a remis sur son chemin quelques mois auparavant. Tony, un vendeur et réparateur de machines agricoles à Saint-Justin-du-Loup dans la région de Poitiers, vit auprès de son épouse, Gisèle, et leur fille de six ans, Marianne, une relation simple d'une famille modeste d'une campagne de province. Issu lui-même d'une famille d'émigrés italiens du Piémont, dont la mère est morte violemment alors que ses fils étaient encore de jeunes enfants, Tony et son frère ont grandi auprès de leur père, le vieux maçon Angelo. Après dix ans loin de son village natal, Tony est revenu avec sa jeune femme fonder son foyer près des siens. Cependant, bel homme et toujours prêt aux rencontres amoureuses sans autre engagement que celui d'assouvir son désir sexuel, il mène également sa vie parallèle avec la complicité de son frère qui tient un hôtel-restaurant dans le village voisin de Triant.
Depuis quelques mois, Tony couche avec Andrée, la triste et en apparence « froide » femme de l'épicier de son village, mariée par raison, qui fascinée depuis toujours par lui s'est offerte un soir sur le bord d'une route et peut depuis assouvir pleinement ses désirs et son amour nourri depuis son enfance. Profondément amoureuse et amante libérée, elle lui demande, lors de leur huitième rencontre clandestine dans la « chambre bleue » de l'hôtel fraternel, s'il l'« aime » et « pourrait vivre avec elle » si elle et lui se « rendaient libres ». Tony, ne prêtant aucune attention sérieuse à ces questions répond évasivement plus ou moins par l'affirmative à la première question, en se rhabillant, mais sur le point d'être surpris par Nicolas, le mari d'Andrée, s'enfuit discrètement. Instinctivement il décide dès lors de ne plus revoir Andrée, bien que sa relation sexuelle avec elle ait été la plus intense et satisfaisante qu'il ait connue. Deux mois plus tard, alors que des lettres de son amante lui indiquent que tout va bien, Nicolas, de santé fragile, meurt dans des conditions qui éveillent des soupçons dans le village et inquiètent Tony. Depuis leur dernière rencontre, il la fuit et trouve refuge dans son foyer — plus tendre que d'habitude pour Giselle et Marianne avec lesquelles il part en vacances, pour la première fois, aux Sables-d'Olonne —, pressentant indistinctement qu'un drame se met en place.
Durant l'hiver, alors qu'ils ne se sont toujours pas revus, Andrée se fait plus insistante et lui écrit un ultime message « À toi! » paradoxalement aussi explicite, sur son attente, qu'ambigu, sur la signification et les moyens. Le malaise de Tony est à son comble jusqu'à la funeste journée du 17 février où, absent tout le jour de la région pour son travail, il est arrêté par les gendarmes à son retour le soir pour le meurtre de sa femme. Dès lors, sidéré, il répond aux diverses questions des juges et expertises, et est inculpé pour empoisonnement de son épouse par de la strychnine mise en quantité létale dans un pot de confiture qu'il avait le matin rapporté de l'épicerie Despierre où Gisèle avait passé commande. Deux exhumations et analyses du corps de Nicolas évoqueraient également un empoisonnement, incertain cependant : Andrée est arrêtée. Les « amants frénétiques », comme le titre la presse, accablés par les témoignages des villageois et celui de la mère Despierre, qui affirme que les étiquettes scellant le pot étaient intactes le matin dans son épicerie, sont reconnus coupables du meurtre de leurs conjoints respectifs et condamnés à la peine de mort commuée en travaux forcés à perpétuité.

## Analyse du roman
Le récit est fait d’un point de vue unique mais doublement distribué : les rencontres amoureuses (très détaillées) du couple et ce qui s’ensuit sont évoquées à la fois par les souvenirs de Tony et par ses réponses aux interrogatoires, lors de l’instruction du procès. De ces deux plans entremêlés dans le prolongement l’un de l’autre, le roman dégage, de façon non explicite, la difficulté pour un prévenu d’établir son innocence en face d’un système de justice qui fonde la prévention de culpabilité sur un ensemble d’apparences et de coïncidences.

## Éditions
- Édition originale : Presses de la Cité, 1964, rééd. 2002  (ISBN 978-2-25-806112-5)
- Tout Simenon, tome 12, Omnibus, 2003  (ISBN 978-2-258-06053-1)
- Livre de poche n° 14312, 2005  (ISBN 978-2-253-14312-3)
- Pedigree et autres romans, Gallimard, Bibliothèque de la Pléiade, n° 553, 2009  (ISBN 978-2-07-011798-7)
- Romans durs, tome 11, Omnibus, 2013  (ISBN 978-2-258-09398-0)
- Romans durs, tome 11, Omnibus, 2023  (ISBN 978-2-258-20268-9)

## Adaptations
- 2002 : La habitación azul, film mexicain réalisé par Walter Doehner, avec Juan Manuel Bernal (Antonio), Patricia Llaca (Andréa) et Elena Anaya (Ana).
- 2014 : La Chambre bleue, film français réalisé par Mathieu Amalric qui tient également le rôle principal aux côtés de Léa Drucker (Gisèle) et Stéphanie Cléau (Andrée)[3],[4]. Le film est nommé au César de la meilleure adaptation lors des César 2015.